# Neumoegenia sagittalba
Neumoegenia sagittalba là một loài bướm đêm trong họ Noctuidae.